# Jacob Bobenmoyer
(en) Statistiques sur pro-football-reference
Jacob Bobenmoyer, né le 28 mai 1997 à Cheyenne au Wyoming, est un joueur professionnel américain de football américain.
Il joue au poste de long snapper pour la franchise des Raiders de Las Vegas dans la National Football League (NFL) depuis 2023.

## Biographie

### Jeunesse et carrière universitaire
Natif de Cheyenne où il joue comme linebacker et tight end, Bobenmoyer s'engage à l'université du Nord du Colorado où il devient le long snapper des Bears dès sa saison freshman.

### Carrière professionnelle
Non drafté, il rejoint le camp des Broncos de Denver. Il est cependant battu au poste par le vétéran Casey Kreiter et ne se trouve pas de poste pour la saison. Il retourne cependant avec les Broncos la saison suivante. Cette fois, il affronte pour le poste Wes Farnsworth. Il gagne le poste pour la saison 2020. Cette saison est sans éclat, à part un fumble recovery contre Andre Roberts des Bills, ce qui pousse certains à dire qu'elle fut bonne pour Bobenmoyer. Cependant, ses analytiques le place comme un long snapper moyen. Il démontre cependant plus de constance durant sa deuxième campagne, plus que doublant ainsi son score analytique.
Le 18 mars 2023, les Raiders de Las Vegas, l'équipe rivale des Broncos, annonce la mise sous contrat de Bobenmoyer comme nouveau long snapper de l'équipe. Son contrat est pour trois ans et d'une valeur de 3 815 000$. Le lendemain, l'équipe relâche Trent Sieg, le long snapper de longue date de l'équipe.